# 盧斯奇灣
62°6′S 58°21′W / 62.100°S 58.350°W
盧斯奇灣（Lussich Cove），是南極洲的海灣，位於南設得蘭群島的喬治王島，屬於阿德默勒爾蒂灣的一部分，處於馬特爾灣東南部，在1909年由讓-巴蒂斯特·夏古率領的法國探險隊繪入地圖，現時由南極條約體系管理。